# マリエ (モデル)
マリエ（英: Marie Pascal、1987年6月20日 - ）は、日本のファッションモデル、タレント、デザイナー。
身長170cm、スリーサイズ84・60・86cm。
父がフランス系カナダ人で母が日本人のハーフ。国籍はカナダ。

## 来歴
- 1987年6月20日 - 3人姉妹の末っ子として生まれる[4]。父はフランスの自動車用オイル輸入代理店の元社長として『石油王』と呼ばれた人物で、母は元客室乗務員で日本国内でサロンを経営する人物であった[3]。高校時代は英語を学びにアメリカ合衆国シカゴの学校に単身留学[4]。
- ファッションモデルをしていた姉の勧めで、小学5年生の頃から子役モデルの仕事を始めた。芸能活動を始めた当初は、現在とは別の芸能事務所に所属していた。その事務所も現在の所属事務所も、所属するきっかけは原宿でのスカウトだった[5]。15歳のときに、レヴィプロダクションズ（現・レプロエンタテインメント）に入所。
- 2005年 - 毎日放送『世界バリバリ★バリュー』への出演をきっかけに、本格的にタレント活動を始める。当初は、「セレドル（セレブなアイドルの略）」[5]を名乗っていた。
- 2005年3月 - ファッション雑誌『ViVi』への露出を開始、一躍注目を集める[6]。これまでにGirls Award[7]、東京ガールズコレクション[8]、神戸コレクション[9]、福岡アジアコレクション[10]などのショーに出演してきた。
- 2006年 - NHKのテレビドラマ『マチベン』で女優デビュー[11]。
- 2007年 - フジテレビ『笑っていいとも!』の火曜レギュラーとして出演。途中、水曜に移り、2010年に卒業した[12]。
- 2008年 - 生誕10周年を迎えたトリンプの下着ブランド『アモスタイル』のイメージキャラクターに就任[13]。
- 2009年 - フジテレビのドキュメンタリードラマ『TOKYO本音モデルズ』に藤井リナとダブル主演[14]。同年、同じくモデルでタレントの佐々木希と並んでユニクロの『ジャケット』からイメージキャラクター起用[15]。
- 2009年 - 米国のDJキャロライン・アモーレによるミックスアルバム『J-Girls' Celebrity Mix』のボーナス・トラック「Love Like This One」に参加。同曲は自身がナビゲーターを務めるリアリティドラマ『The Hills』日本放送版のエンディングテーマとして起用される[16]。
- 2010年 - URBAN RESEARCH ROSSOのオリジナルライン「DiDi Via ROSSO」のデザインを手掛けた[17]。さらにサーフ系ブランド「Realm」「Mables」とコラボレーションしたTシャツを発表するなどの活動をする[18]。
- 2011年 - 米国のバンド『ソニック・ユース』の流れを汲む女性向けストリートファッションブランド『X-girl（エックスガール）』からのイメージモデルとして起用される[19]。
- 2011年10月 - ニューヨークのパーソンズ美術大学（社会人向けのコース[20]）に留学[21]。
- 2012年4月 - デジタルハリウッド主催のイベントに登場。大学入学以降、しばらく活動を見せない状態が続いていたが約半年ぶりに公の場に登場し注目を集めた[22]。さらに、同時期に『Vivi』の派生誌にあたる『TOKYOViVi』が創刊すると、自身の見てきた現地のコレクションの様子や自身の私生活についての報告などを寄稿している[23]。
- 2012年5月にパーソンズ美術大学での半年間の留学を修了して帰国したことを、7月21日、自身のブログで報告した[24]。
- 2017年6月、ファッションブランド『パスカル マリエ デマレ』を立ち上げる[25]。
- 2022年5月4日までに、レプロエンタテインメントとの所属契約を満了していたことが明らかになった[26]。
- 2022年6月10日、自身のInstagramにて、妊娠していることを発表した[27]。10月3日、第1子を出産[28]。

## 事件

### 性接待を告発
2021年4月13日、インスタライブにて自身が18歳の頃に複数の芸能人に囲まれた場で島田紳助から性接待の誘いをしつこく受けた上、出川哲朗に性接待に応じるよう説得されたと発言した。また、断ったことに対して所属事務所からは、「それでいいの？ 今後は仕事なくなるよ」と言われたと告発した。告発当初は一部で売名行為疑惑等の批判が起き、出川哲朗側は100％言ってないと否定、島田紳助はNEWSポストセブンの取材で枕営業の話はしていないと否定した。東谷義和が暴露系YouTuberを始め、付き合いのあった芸能人の裏を暴露し始めた際にマリエの告発について、「その現場に居たから知っている。紳助も出川も冗談で言っただけ！マリエが過剰に言った！酔った勢いなのかわからん状況で」と擁護した。しかし、島田出川両者とも発言自体していないと言っていたため両者の発言の信用性に疑問符がつくこととなった。

## 出演

### レギュラー出演（テレビ）
- Harajukuロンチャーズ（2000年12月 - 2002年9月、BS朝日、「赤川こはる」として出演）
- 世界バリバリ★バリュー（毎日放送・TBS系列）不特定出演
- ワッチミー!News（ワッチミー!TV、2006年 - ）
- Oxala!木曜（スペースシャワーTV、2006年4月 - 2007年3月）
- スペースシャワーインフォ（スペースシャワーTV、2008年）
- SPACE SHOWER MUSIC UPDATE（スペースシャワーTV、2008年4月 - 2010年3月）火曜日→水曜日
- ハリウッド☆カウントダウン（カミング・スーンTV、2006年10月 - ）
- シュガーヒルストリート（日本テレビ、2006年10月 - 2007年3月）
- マリエのHAPPY GO LUCKY（GyaOジョッキー、2006年2月23日）
- イツザイ（テレビ東京、2008年 - 2009年9月26日）
- チュー'sDAYコミックス 侍チュート!（毎日放送、2009年11月10日）
- マリエとパペットマペットのLOVE×LOVEコブラ（BS11、2010年1月-3月） - テレビアニメ『COBRA THE ANIMATION』内のコーナー。共演はパペットマペット。
- 森田一義アワー 笑っていいとも!（フジテレビ、2007年10月4日 - 2010年9月29日）木曜日→水曜日
- 笑っていいとも!増刊号（フジテレビ、2007年10月7日 - 2010年10月3日）日曜日
- 黒バラ（日本テレビ、2010年10月31日）
- プレミアの巣窟（フジテレビ・2006年10月 - 2011年3月 ）
- スペシャエリア（スペースシャワーTV、2010年4月 - 2011年3月 ）
- TOKYO FASHION EXPRESS（NHKワールドTV、2015年度 ）

単発
- 叱って!ブロンド先生（TBS、2007年6月29日ほか）単発
- TOKYO REAL GIRL〜トップモデルの素顔〜「マリエ」（NHK BS2、2009年9月21日）

### レギュラー出演（ラジオ）
- SEASONS（J-WAVE、2016年4月2日 - 2021年9月25日） - ナビゲーター[31][32]

### テレビドラマ
- マチベン（NHK総合、2006年）
- ファースト・キス（フジテレビ、2007年）第1話ゲスト
- BOYSエステ（テレビ東京、2007年）第2話ゲスト
- TOKYO本音モデルズ（2009年10月20日、フジテレビ） - 藤井リナとダブル主演
- TOKYO本音モデルズ2 金キラ☆ナイト（2010年5月1日、フジテレビ）

### コマーシャル・広告
- ユニクロ（2007年）共演：新垣結衣、ハローキティ
- グーオク（2008年1月）
- 限定品コラボネーゼ（2008年）
- アサヒフードアンドヘルスケア「クリーム玄米ブラン」ハリセンボンとマリセンボンとして共演。
- ラウンドワン（2009年3月 - ）
- 美肌一族（ラブラボ、2008年）
- Goo-net 中古車買取オークション（プロトコーポレーション、2008年）
- トリンプ・インターナショナル・ジャパン「アモスタイル」イメージキャラクター（2008年2月 - ）
- ミニツヤグラマラスカール&ストレートアイロン（プレム、2009年- ）
- エンジェルハート (時計)イメージキャラクター（2010年9月 - ）
- エスエス製薬 - 「イブA錠」 （2011年）
- ボルテージ - 乙女ゲーム・「ベツカレ」（2011年）

### ミュージックビデオ
- Crystal Kay「kiss」
- FLOW「DAYS」

### その他
- MC：『通信カラオケCyberDAM』（曲間映像のMCを担当、2006年4月 - 2007年3月）
- ウェブマガジン：『ペットと私の新感覚ウェブマガジン「puppine」』（表紙・巻頭特集、2009年9月より）
- ウェブドラマ：『神児遊助のげんきのでる恋』（NTTドコモ携帯電話放送・Bee TV、2009年9月1日より）

### 写真集
- マリエ系(講談社MOOK ViViの本)（2008年6月20日、講談社）ISBN 978-4063793024

### 音楽作品
参加作品
- キャロライン・アモーレ『J-Girls'Celebrity Mix』（2009年9月2日）
  - DJキャロライン・アモーレ feat.マリエ「Love Like This One」

## 受賞歴
| 年                 | 賞 |
| ------------------ | --- |
| 2008年（平成20年） | - 第1回ゴールド・メイクアップ賞モード/ファッション部門                                                                              |
| 2010年（平成22年） | - 第12回ブリリアント・ドリーム・アワード - 第15回ネイルクイーンアーティスト部門 - 第1回日本ウエディングベストドレッサー賞モデル部門 |